# Wojskowy Instytut Techniki Pancernej i Samochodowej
Wojskowy Instytut Techniki Pancernej i Samochodowej (WITPiS) – instytut badawczy podległy Ministerstwu Obrony Narodowej, zajmujący się pracami z zakresu obronności i bezpieczeństwa państwa, z siedzibą w Sulejówku koło Warszawy.
Instytut pełni rolę w procesie zabezpieczenia rozwoju uzbrojenia i sprzętu wojskowego (UiSW), a także w procesach szeroko pojętej jego eksploatacji.
Decyzją Ministra Obrony Narodowej z dnia 10 maja 2022 roku, od 1 czerwca 2022 roku obowiązki Dyrektora Instytutu pełni płk dr inż. Michała Ceremuga.

## Historia

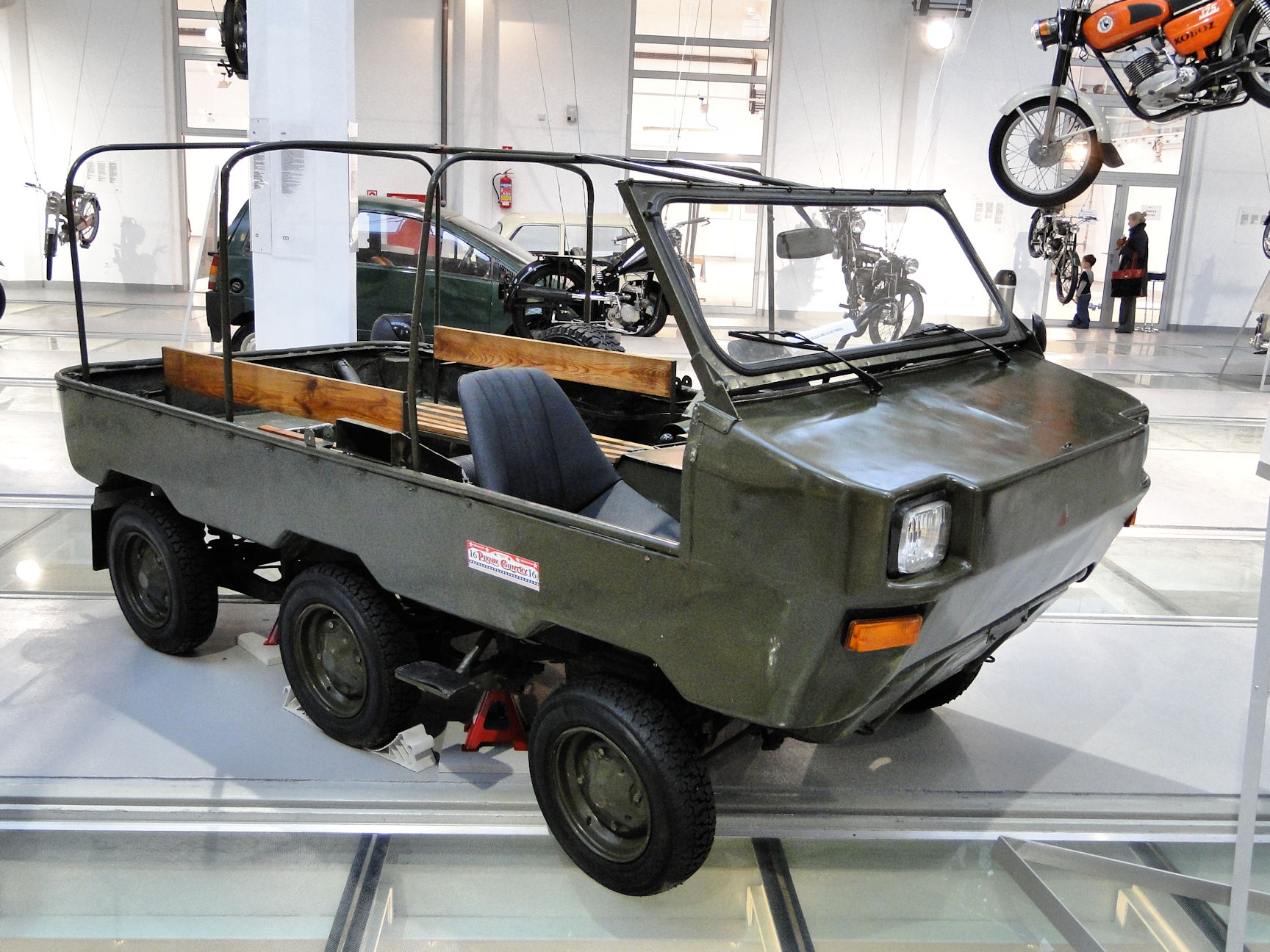
LPT opracowany w WITPiS

Tradycja instytutu sięga roku 1934, gdy otwarto Biura Badań Technicznych Broni Pancernej w Warszawie, których działania przerwała II wojna światowa. W 1947 powołana została Stacja Doświadczalna Departamentu Służby Samochodowej MON, przekształcona w Poligon Naukowo-Badawczy Sprzętu Pancernego i Motoryzacji i przeniesiony do Sulejówka. W 1965 podniesiony do rangi instytutu naukowego, otrzymał nazwę Wojskowego Instytutu Techniki Pancernej i Samochodowej, później jednostki badawczo-rozwojowej.
W dniach 20–21 listopada 1972 roku instytut obchodził jubileusz 25-lecia. Wtedy to do najważniejszych osiągnięć Instytutu zaliczano:
- modernizację czołgu T-34-85 w zakresie zwiększenia jednostki ognia, zasięgu, przebiegu międzyremontowego i międzyobsługowego oraz przystosowania go do pokonywania głębokich przeszkód wodnych;
- unowocześnienie transporterów opancerzonych;
- zwiększenie niezawodności czołgów na polu walki przez opracowanie i zastosowanie hydraulicznych mechanizmów dających wymierne efekty ergonomiczne oraz polepszające precyzję sterowania czołgiem;
- skonstruowanie na bazie jednego typu czołgu ciągnika ewakuacyjnego;
- zmodernizowanie zestawów do podwodnego bezzałogowego przeciągania czołgów po dnie;
- zbudowanie warsztatu zmechanizowanej obsługi czołgów tzw. MOC/Panc;
- unowocześnienie wielu ruchomych warsztatów remontowo-obsługowych;
- udział we współpracy z przemysłem w skonstruowaniu wozu terenowego „Star” średniej ładowności;
- przekazanie gospodarce narodowej opatentowanych, oryginalnych inhibitorów korozji metali czarnych i kolorowych gwarantujących konserwację bezsmarową;
- badania z zakresu ergonomii dla stworzenia lepszych warunków pracy kierowcy pojazdu.